# Milan Vujasinović
Milan Vujasinović (14 de marzo de 1980) es un deportista croata que compite en vela en la clase Finn. Ganó una medalla de bronce en el Campeonato Europeo de Finn de 2016.

## Palmarés internacional
| \| Campeonato Europeo \| Campeonato Europeo \| Campeonato Europeo \| Campeonato Europeo \| \| Año \| Lugar \| Medalla \| Clase \| \| ------------------ \| ------------------ \| ------------------ \| ------------------ \| \| 2016 \| Barcelona (España) \| Medalla de bronce \| Finn \| |                    |                   |       |
| Campeonato Europeo |                    |                   |       |
| Año | Lugar              | Medalla           | Clase |
| 2016 | Barcelona (España) | Medalla de bronce | Finn  |